# ترميم الدنا غير المتطابق

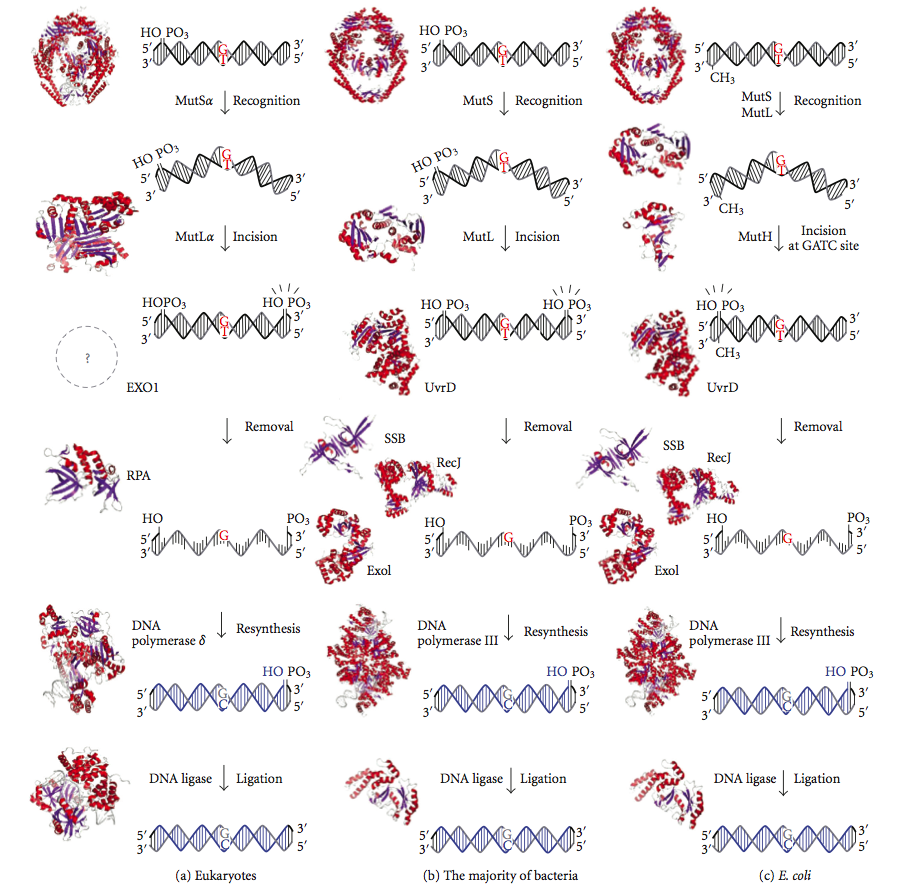
مخطط يوضح مسارات ترميم الدنا غير المتطابق. يظهر العمود الأول ترميم الدنا غير المتطابق لدى حقيقيات النوى، بينما يوض ح العمود الثاني الترميم عند معظم البكتيريا، ويظهر العمود الثالث ترميم الدنا غير المتطابق لدى إيكولي.

ترميم الدنا غير المتطابق (ممر، MMR) هو نظام تعرف وإصلاح للإدخالات والحذف وسوء توظيف القواعد الخاطئ الذي يمكن أن يحدث أثناء تضاعف الدنا وإعادة التركيب الجيني، وكذلك أثناء ترميم بعض أنواع تضررات الدنا.
إصلاح الدنا غير المتطابق خاص بالسلاسل. أثناء اصطناع الدنا؛ السلسلة المصطنعة حديثا (البنت) ستشتمل في العادة على أخطاء، وفي سبيل بدء عملية الترميم تميز آلية ترميم الدنا غير المتطابق بين السلسلة الجديدة والسلسلة الأب. لدى البكتيريا سالبة الغرام تميز ناقلة الميثيل بين السلاسل (السلسلة الأب ممثيلة والبنت ليست ممثيلة). لكن لدى بدائيات وحقيقيات النوى الأخرى نفس الآلية غير واضحة. ويُعتقد أنه -في حقيقيات النوى- السلسلة المصطعنة الجديدة المتأخرة تحتوي شروخا مؤقتة (قبل أن يتم ربطها بواسطة ليغاز الدنا) وأنها توفر إشارةً توجه أنظمة تصحيح أخطاء التطابق الخاطئ للسلسلة المناسبة. هذا يدل على أن هذه الشروخات يجب أن تكون متواجدة في السلسلة القائدة، وقد اكتُشِفت دلائل على هذا مؤخرا. يُظهِر عمل حديث  أن الشروخ هي مواقع لعوامل التضاعف C ‏ (RFC) المُحمِّلة (المحفزة لارتباط) لرابط الدنا PCNA، بطريقة محددة التوجة يكون فيها أحد أوجه البروتين الذي على شكل دونات مجاورا للنهاية 3'-OH للشرخ. يقوم بعدها الـPCNA الموجه بتوجيه عمل النوكلياز الداخلي MutLalpha إلى سلسلة واحدة لدى وجود أخطاءٍ في التطابق.
أيُّ حادثةِ تطفيرٍ تشوه البنية اللولبية للدنا تحمل في طياتها إمكانية تعريض استقرار الخلية الجيني للخطر. حقيقة أن أنظمة اكتشاف وإصلاح الأضرار معقدة بنفس تعقيد آلية التضاعف نفسها تبين أهمية التطور الحاصل والمرتبط بعملية إتقان التضاعف واكتشاف الاخطاء وإصلاحها.
أمثلة على القواعد المرتبطة خطأً تشمل G/T أو A/C (انظر ترميم الدنا). الخطا في الترابط شائع بسبب صنوية القواعد أثناء التضاعف. يُرمم الضرر بالتعرف على التشوه المسبب بواسطة الخطأ في التطابق، وهذا يحدد السلسلة القالب والسلسلة الجديدة وبعدها يتم استئصال القاعدة المستخدمة خطأً واستبدالها بالقاعدة الصحيحة. عملية الاستئصال تتم لأكثر من نوكليوتيد واحد مغلوط في ترابطه، حيث يمكن إزالة بعض أو آلاف أزواج القواعد في سلسلة الدنا الجديدة.